# کلفه
شهر کلفه (به رومانیایی: Calafat) در شهرستان دول در کشور رومانی واقع شده‌است. جمعیت این شهر ۲۱٬۲۲۷ نفر  است.